# ساكن الحرج وينيفرد
ساكن الحرج وينيفرد (الاسم العلمي: Bebearia osyris)، نوع من الفراشات التي تتبع جنس ساكن الحرج وفصيلة الحورائيات.
توجد في غينيا وسيراليون وليبيريا وساحل العاج وغانا. يألف الغابات بشل أساسي.
تنجذب الفراشات البالغة منه إلى الفواكه.